# Annie Pétain
Annie Pétain, nata Alphonsine Berthe Eugénie Hardon (Courquetaine, 5 ottobre 1877 – Parigi, 30 gennaio 1962), è stata la moglie del comandante militare e leader politico francese Philippe Pétain, che governò la Francia di Vichy tra il 1940 e il 1944.

## Biografia

### Infanzia
Alphonsine Berthe Eugénie Hardon è nata il 5 ottobre 1877 a Courquetaine, nella Senna e Marna. È la figlia di Alphonse Hardon (Parigi, 28 aprile 1852), ingegnere dell'École centrale Paris, cavaliere della Legion d'onore, sindaco di Courquetaine e consigliere generale della Senna e Marna per il cantone di Tournan-en-Brie, e di Berthe Marest. Nel 1902 venne adottata dalla madrina Eugénie Steinmetz, vedova Stohrer, che sposò Hardon. Incontrò Philippe Pétain per la prima volta nel 1881, a Mentone. Lui aveva allora venticinque anni, lei quattro.

### Un primo matrimonio combinato e un figlio
Nel 1901, all'età di 24 anni, incontrò Philippe Pétain, allora comandante, il quale chiese la sua mano in sposa. La famiglia di Annie, contraria alla proposta di matrimonio, si rifiutò di dare in sposa la figlia a Pétain.
Il 19 febbraio 1903, accettò di sposare François Dehérain (1877-1962), stagista ospedaliero ed ex presidente dei Bâtiments Demaintrois a Montreuil, quest'ultimo, figlio di Pierre-Paul Dehérain. La coppia ebbe un figlio, Pierre, conosciuto con il nome d'arte di Pierre de Hérain. Il 5 marzo 1914, dopo alcune settimane dall'avvenuta separazione, venne pronunciato il divorzio tra i due coniugi. Abbandonata l'esperienza medica, l'ex marito intraprese la carriera artistica (fu pittore, scultore e incisore) sotto il nome di François de Hérain. Nel 1918 François si risposò con Jenny Philippoteaux, figlia di Auguste Philippoteaux, sindaco di Sedan.

### Il secondo matrimonio
In un primo momento fu l'amante di Philippe Pétain, prima che lui partì per la guerra. Fu con lei che si trovava Pétain quando il suo aiutante di campo Serrigny cercò il marescialllo per annunciargli la sua nuova nomina al fronte di Verdun il 25 febbraio 1916. L'altro grande amore di Petain, durato più di vent'anni, fu quello per Jacqueline de Coniac (1878-1952), detta Mella, vedova del comandante Hubert de Castex, ucciso alla testa di un battaglione di cacciatori alpini della Divisione Bluil il 23 ottobre 1917 durante la battaglia di Malmaison. Jacqueline de Coniac fu presentata poco dopo la guerra al maresciallo, il quale chiese la sua mano durante l'estate del 1941. Anne Pétain, riluttante alla idea del matrimonio con Jacqueline, rifiutò di cedere il suo posto.
Philippe Pétain accettò alla fine di sposare Annie Hardon con una cerimonia civile presso il municipio del VII arrondissement di Parigi, il 14 settembre 1920. Il generale Fayolle fu il testimone dello sposo. Questo matrimonio fu visto in vari modi dalla famiglia di Pétain e da alcuni dei suoi amici. La nullità del matrimonio religioso di Annie Hardon del 1903 fu riconosciuta dal tribunale di Parigi il 30 gennaio e da quello di Versailles il 18 marzo seguente. Circa vent'anni dopo, la coppia si sposò con cerimonia religiosa, il 7 marzo 1941, durante l'occupazione. La situazione matrimoniale del maresciallo provocò dissensi all'interno della Chiesa francese, poiché Pétain apparve come un uomo provvidenziale che continuò a fare dichiarazioni a favore del regime, dichiarazioni che la propaganda ufficiale non mancò di utilizzare. Pétain, desideroso di sottrarsi al dovere della confessione, contrasse un matrimonio per procura. Anche quest'ultima cerimonia fu tenuta segreta - ebbe luogo nella cappella privata dell'arcivescovo di Parigi, mons.  Suhard - ma ne venne informato papa Pio XII, preoccupato per la situazione matrimoniale del capo dello Stato francese. Secondo lo storico WD Halls, le vicende matrimoniali del maresciallo dimostrano che non era molto religioso.

### Morte
Il 30 gennaio 1962, Annie Pétain morì all'età di 84 anni a Parigi (VII arrondissement). Fu sepolta nel cimitero di Montparnasse, divisione 29, dopo un funerale tenutosi nella chiesa di Saint-Pierre-du-Gros-Caillou, alla presenza del maresciallo Juin, del generale Weygand, del generale Héring, dell'ammiraglio Decoux e dell'ammiraglio Auphan.